# ハリー・ポッターシリーズにちなんで命名された生物の一覧

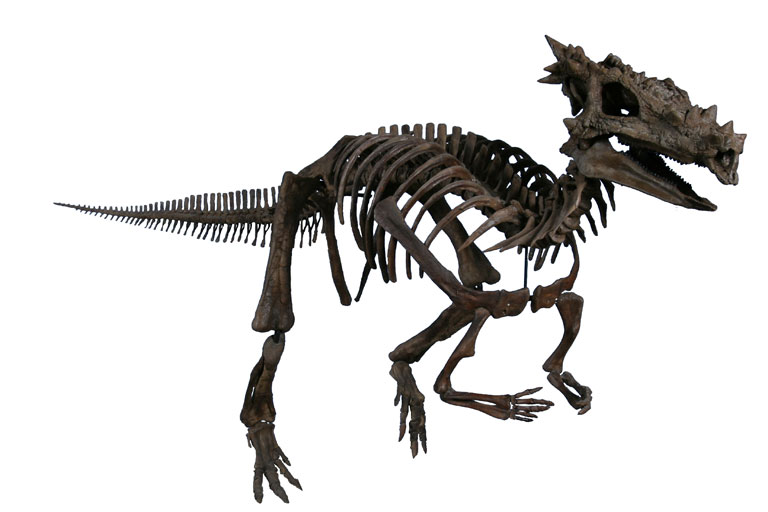
ホグワーツ魔法魔術学校に由来する種小名をつけられた恐竜、Dracorex hogwartsia の復元骨格（インディアナポリス子供博物館）

本記事は、J・K・ローリングによるファンタジー小説のシリーズである『ハリー・ポッター』シリーズにちなんで命名された生物の学名の一覧である。

## 脊椎動物
Clevosaurus sectumsemper Bonaparte, 2006
ムカシトカゲ目の絶滅種。種小名が呪文のセクタムセンプラに由来。
Dracorex hogwartsia Bakker et al., 2006 （ドラコレックス・ホグワーツィア）
パキケファロサウルス科の恐竜。種小名がホグワーツ魔法魔術学校に由来。なお、Dracorexはパキケファロサウルス属（Pachycephalosaurus）のジュニアシノニムとなる可能性が高い。
Trimeresurus salazar Mirza et al., 2020
クサリヘビ科マムシ亜科のヘビ。種小名がサラザール・スリザリンに由来 。

## 無脊椎動物
Alastor moody Selis, 2020
ドロバチ亜科のハチ。種小名がアラスター・ムーディに由来 。Alastor は1841年に記載された属であり、属名は『ハリー・ポッター』シリーズに由来するものではない。
Ampulex dementor Ohl, 2014
セナガアナバチ科のハチ。種小名が魔法生物のディメンターに由来 。
Aname aragog Harvey et al., 2012
トタテグモ下目イボブトグモ科（Nemesiidae）のクモ。種小名がルビウス・ハグリッドのペットであったアラゴグに由来  。
Eriovixia gryffindori Ahmed, Khalap & Sumukha, 2016
コガネグモ科のクモ。種小名がホグワーツ魔法魔術学校のグリフィンドール寮に由来。本種の形態が組分け帽子に似ていることから 。
Graphorn Faúndez, Rider, & Carvajal, 2017
カメムシ科の一属。『ファンタスティック・ビースト』シリーズに登場する魔法生物のグラップホーンに由来 。
Harryplax severus Mendoza & Ng, 2017
ヒメイソオウギガニ上科（Pseudozioidea）のカニ。属名は本種を採集したハリー・コンリーへの献名であると同時に、ハリー・ポッターにちなむ。種小名severusはラテン語で「厳しい、深刻な」を意味し、その生態ゆえに本種の採集が困難であったことを指すが、セブルス・スネイプにもちなむ 。
Lusius malfoyi Saunders & Ward 2017
ヒメバチ科のハチ。種小名がルシウス・マルフォイに由来 。Lusiusは1903年に記載された属であり、属名は『ハリー・ポッター』シリーズに由来するものではない 。
Lycosa aragogi Nadolny & Zamani, 2017
コモリグモ科のクモ。種小名がアラゴグに由来 。
Ochyrocera aragogue Brescovit, Cizauskas & Mota, 2018
エンコウグモ科（Ochyroceratidae）のクモ。種小名がアラゴグに由来 。
Thestral Faúndez & Rider, 2014
カメムシ科の一属。属名は魔法生物のセストラルに由来する 。

## 植物
Macrocarpaea apparata Grant & Struwe, 2003
リンドウ科の被子植物。魔法の姿現わし (Apparition)にも使用される、『ハリー・ポッター』シリーズに登場するapparateという英語の動詞に種小名が由来する。